# Yokohama Rubber Company
A Yokohama Rubber Company, Limited (横浜ゴム株式会社, Yokohama Gomu Kabushiki-gaisha) é uma companhia fabricadora de pneus sediada em Tóquio, Japão. A companhia foi fundada no início de 1910 em um empreendimento conjunto entre Yokohama Cable Manufacturing e B.F. Goodrich. Em 1969, a companhia se expandiu e foi para os EUA como Yokohama Tire Company. Atualmente, Yokohama é a sétima maior companhia de pneus do mundo.

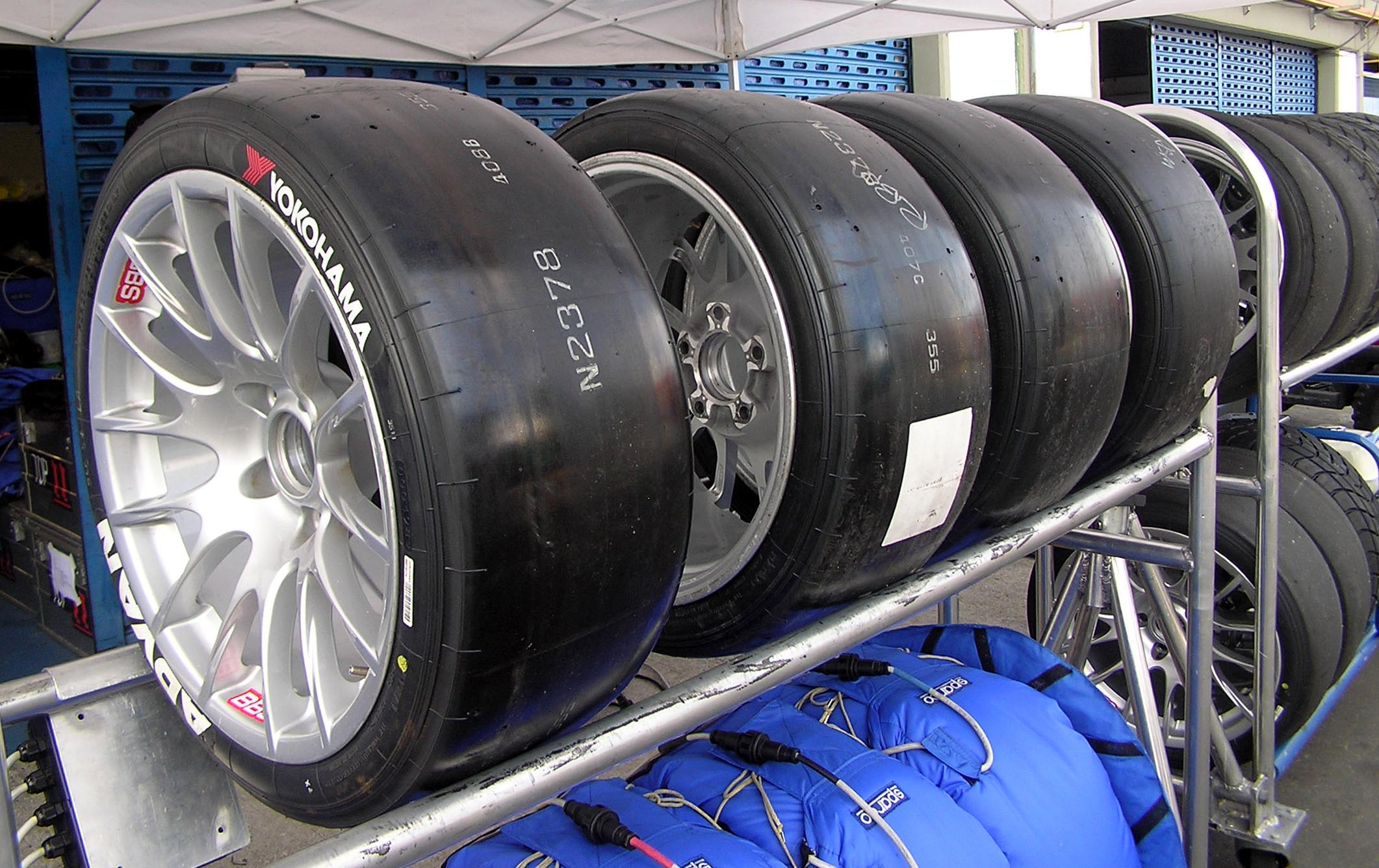

Enquanto mais comummente utilizado em aplicações de desporto motorizado, Yokohama utiliza a mais avançada tecnologia de pneus em todos os modelos. Sendo uma das melhores marcas de pneus líderes em inovação, a empresa é especializada na criação de perfis de banda de rodagem de longa duração para reduzir a resistência ao rolamento, proporcionar melhor economia de combustível, e prolongar a vida útil da banda de rodagem. Além disso, cada modelo é construído com tecnologia de padrão da banda de rodagem para que os condutores possam experimentar uma condução suave e silenciosa.